# Comuna de Sławoborze
Sławoborze (polaco: Gmina Sławoborze) é uma gminy (comuna) na Polónia, na voivodia de Pomerânia Ocidental e no condado de Świdwiński.
De acordo com os censos de 2005, a comuna tem 4.239 habitantes, com uma densidade 22,5 hab/km².

## Área
Estende-se por uma área de 188,70 km².

## Demografia
Dados de 30 de Junho 2004:
|                      | Total   | Total | Mulheres | Mulheres | Homens  | Homens |
| -------------------- | ------- | ----- | -------- | -------- | ------- | ------ |
|                      | pessoas | %     | pessoas  | %        | pessoas | %      |
| População            | 4239    | 100   | 2080     | 49,1     | 2159    | 50,9   |
| Densidade (pop./km²) | 22,5    | 100   | 11       | 11       | 11,4    | 11,4   |

De acordo com dados de 2002, o rendimento médio per capita ascendia a 1757,6 zł.